# Democratic Socialist Party
Die Democratic Socialist Party (irisch An Páirtí Sóisialach Daonlathach) war von 1982 bis 1990 eine kleine sozialdemokratische Partei in der Republik Irland. Die Partei wurde 1982 von Jim Kemmy, einem irischen Politiker und Unterhausmitglied, gegründet, nachdem er die Labour Party 1972 verlassen hatte.
Die Partei stand links von der Labour Party, war erbitterter Gegner von irisch-nationalistischen Positionen bezüglich Nordirland und war säkularistisch ausgerichtet. Die Partei unterstützte die Legalisierung von Empfängnisverhütung, Scheidung und Abtreibung.
Die Partei konnte, außer dem von Kemmy in Limerick bei den Wahlen 1987 und 1989, nie einen Sitz im irischen Unterhaus gewinnen und trat meistens auch nur in diesem Wahlkreis und in einem in Dublin an. Obwohl die politischen Positionen viele Mitglieder kommunistischer Organisationen anzogen, hatte die Partei nie eine große Mitgliederschaft. 1990 löste sich die Partei durch Verschmelzung mit der Labour Party auf. Viele ihrer Mitglieder traten 1992 der neu gegründeten Partei Democratic Left bei.